# Getty (Unix)
getty, abreviatura de "get tty", es un programa Unix que se ejecuta en una computadora host que administra terminales físicos o virtuales (TTY). Cuando detecta una conexión, solicita un nombre de usuario y ejecuta el programa de «inicio de sesión» para autenticar al usuario.
Originalmente, en los sistemas Unix tradicionales, getty manejaba conexiones a terminales seriales (a menudo máquinas teletipo) conectadas a una computadora host. La parte tty del nombre significa teletipo, pero ha llegado a significar cualquier tipo de terminal de texto. Un proceso getty provee el servicio a una terminal. En algunos sistemas, por ejemplo, Solaris, getty fue reemplazado por ttymon.
Las computadoras personales que ejecutan sistemas operativos Unix-like, incluso si no proporcionan ningún servicio de inicio de sesión remoto, todavía pueden usar getty como un medio de inicio de sesión en una consola virtual.
En lugar del programa de inicio de sesión, el Administrador de sistemas también puede configurar getty para ejecutar cualquier otro programa, por ejemplo pppd (el demonio de protocolo punto a punto) para proporcionar una conexión a Internet de acceso telefónico.